# Associazione Sportiva Astrea 1991-1992
Questa voce raccoglie le informazioni riguardanti  l'Associazione Sportiva Astrea nelle competizioni ufficiali della stagione 1991-1992.

## Rosa
| N. |                   | Ruolo | Calciatore           |
| -- | ----------------- | ----- | -------------------- |
|    | Italia (bandiera) | C     | Stefano Aquilini     |
|    | Italia (bandiera) | C     | Davide Cacciatori    |
|    | Italia (bandiera) | D     | Herni Carnesecchi    |
|    | Italia (bandiera) | A     | Massimo Castagnari   |
|    | Italia (bandiera) | D     | Luca Cruciani        |
|    | Italia (bandiera) | P     | Antonino Davì        |
|    | Italia (bandiera) | A     | Fabio De Sibbi       |
|    | Italia (bandiera) | A     | Gianpaolo Di Brino   |
|    | Italia (bandiera) | D     | Massimiliano Di Luca |
|    | Italia (bandiera) | D     | Marco Ferretti       |
|    | Italia (bandiera) | D     | Massimo Figurelli    |
|    | Italia (bandiera) | C     | Fabio Gallo          |
|    | Italia (bandiera) | C     | Roberto Gasparri     |
|    | Italia (bandiera) | C     | Rodolfo Gentilini    |

| N. |                   | Ruolo | Calciatore            |
| -- | ----------------- | ----- | --------------------- |
|    | Italia (bandiera) | D     | Francesco Giordani    |
|    | Italia (bandiera) | A     | Matteo Greco          |
|    | Italia (bandiera) | D     | Mauro Ionni           |
|    | Italia (bandiera) | C     | Mauro La Salvia       |
|    | Italia (bandiera) | C     | Omiliano Mastrodonato |
|    | Italia (bandiera) | C     | Stefano Mattiuzzo     |
|    | Italia (bandiera) | A     | Francesco Montarani   |
|    | Italia (bandiera) | C     | Tullio Polidori       |
|    | Italia (bandiera) | P     | Fabrizio Rovito       |
|    | Italia (bandiera) | D     | Marco Savini          |
|    | Italia (bandiera) | D     | Paolo Tagliolini      |
|    | Italia (bandiera) | D     | Rocco Tamburro        |
|    | Italia (bandiera) | C     | Roberto Tota          |